# Селенид германия(II)
Селенид германия(II) — бинарное неорганическое соединение металла германия и селена с формулой GeSe, коричнево-чёрные кристаллы.

## Получение
- Сплавление селена и германия:

{\displaystyle {\mathsf {Ge+Se\ {\xrightarrow {500^{o}C}}\ GeSe}}}

## Физические свойства
Селенид германия(II) образует коричнево-чёрные кристаллы тетрагональной сингонии, параметры ячейки a = 0,883 нм, c = 0,976 нм, Z = 16.